# Хлопці з вулиці Пала
Хлопці з вулиці Пала (угор. A Pál utcai fiúk) — угорський драматичний фільм 1969 року, знятий режисером Золтаном Фабрі за мотивами дитячого роману Ференца Молнара «Хлопці з вулиці Пала» 1906 року. Він був номінований на премію «Оскар» як найкращий фільм іноземною мовою. У ньому грають англомовні (американські та британські) діти-актори (на чолі з Ентоні Кемпом у ролі Ерне Немечека) у супроводі дорослих угорців, включаючи актрису Марі Теречік у ролі матері Немечека. Наразі його визнають найкращою та найточнішою екранізацією роману Молнара і класичним фільмом в Угорщині.

## Сюжет
Дія відбувається в Будапешті в 1902 році. Дві конкуруючи між собою компанії хлопців намагаються мати контроль над місцем забав, старим пустирем. Посеред них є наймолодший і найслабший - Немечек, сміливий і благородний хлопчик, який готовий йти на пожертви. Коли між цими двама групами починається бій за пустир, Немечек, не зважаючи на гарячку, збігає з дому і допомагає своїм друзям захищати площу. Завдяки йому в рішучий момент перемогу здобули захисники пустиря. Хоробрість Немечека визнали навіть іх супротивники, але кінець фільму драматичний - хлопчик помирає від запалення легенів.

## Акторський склад
- Ентоні Кемп — Ерне Немечек
- Ласло Козак — Яно
- Марі Теречік — мати Немечека
- Шандор Печі — учитель Рац
- Вільям Берлі — Бока
- Джон Моулдер-Браун — Гереб
- Роберт Еффорд — Чонакос
- Марк Кольяно — Челе
- Гері О'Брайен — Вайс
- Мартін Бомонт — Колнай
- Пол Бартлетт — Барабас
- Ерл Молодший — Лесзик

## Зовнішні посилання
- The Boys of Paul Street на сайті IMDb (англ.)